# Blacklarg Hill
Blacklarg Hill är ett berg i Storbritannien.   Det ligger i kommunen East Ayrshire och riksdelen Skottland, i den centrala delen av landet, 500 km nordväst om huvudstaden London. Toppen på Blacklarg Hill är 678 meter över havet, eller 144 meter över den omgivande terrängen. Bredden vid basen är 6,4 km. Blacklarg Hill ingår i Rhinns of Kells.
Terrängen runt Blacklarg Hill är huvudsakligen lite kuperad.Runt Blacklarg Hill är det mycket glesbefolkat, med 7 invånare per kvadratkilometer. Närmaste större samhälle är Cumnock, 17,9 km nordväst om Blacklarg Hill. I omgivningarna runt Blacklarg Hill växer i huvudsak blandskog.